# 中華大角鹿屬
中華大角鹿屬（學名：Sinomegaceros），又名腫骨鹿、中國大角鹿，是一屬已滅絕的鹿科動物，生存於早更新世至晚更新世的中亞和東亞，被認為是"巨型鹿群體"（通常稱做Megacerini）的成員，可能是大角鹿屬的亞屬。該屬以獨特的掌狀鹿角而聞名。

## 分類學

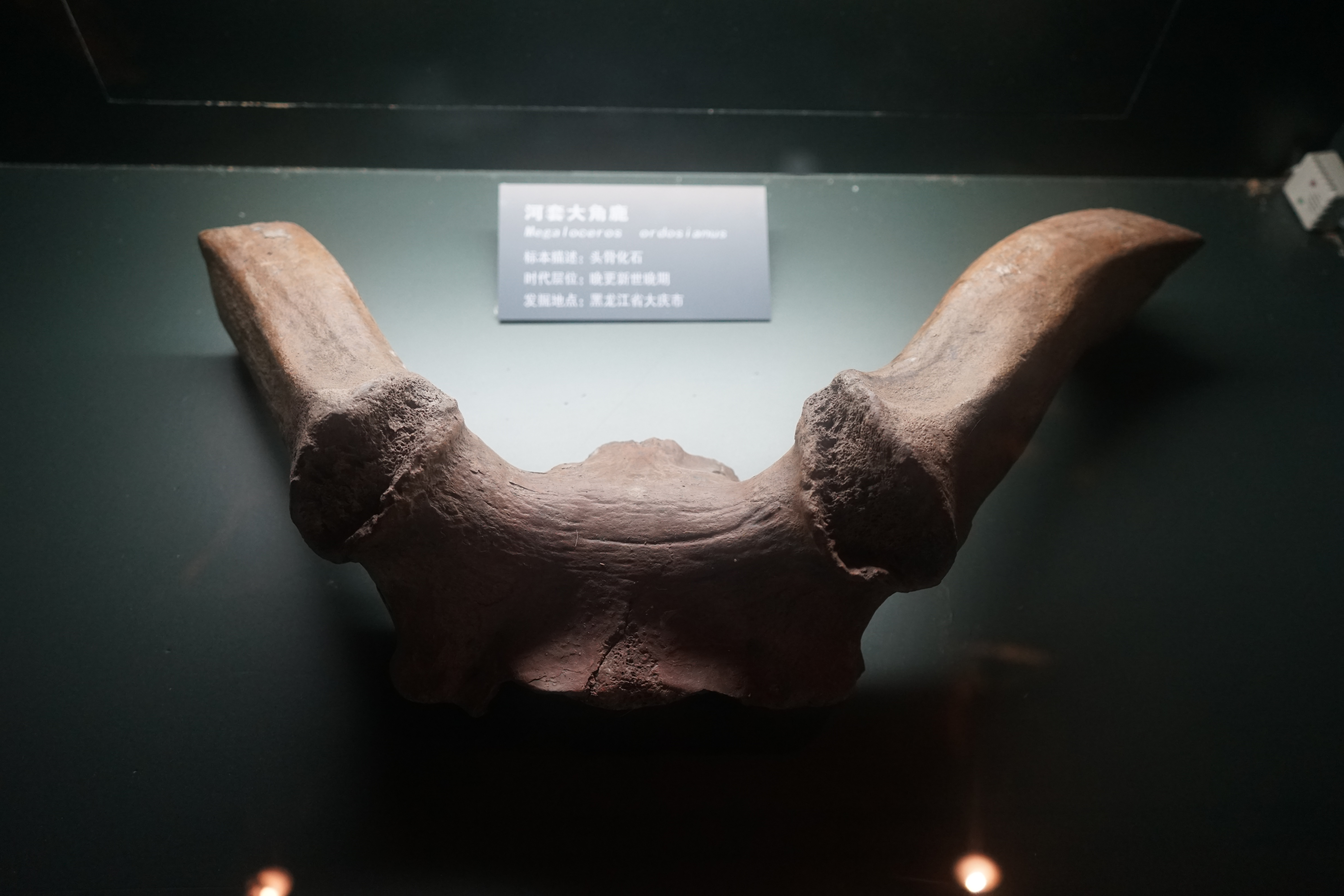
河套大角鹿 （S. ordosianus）的頭骨化石

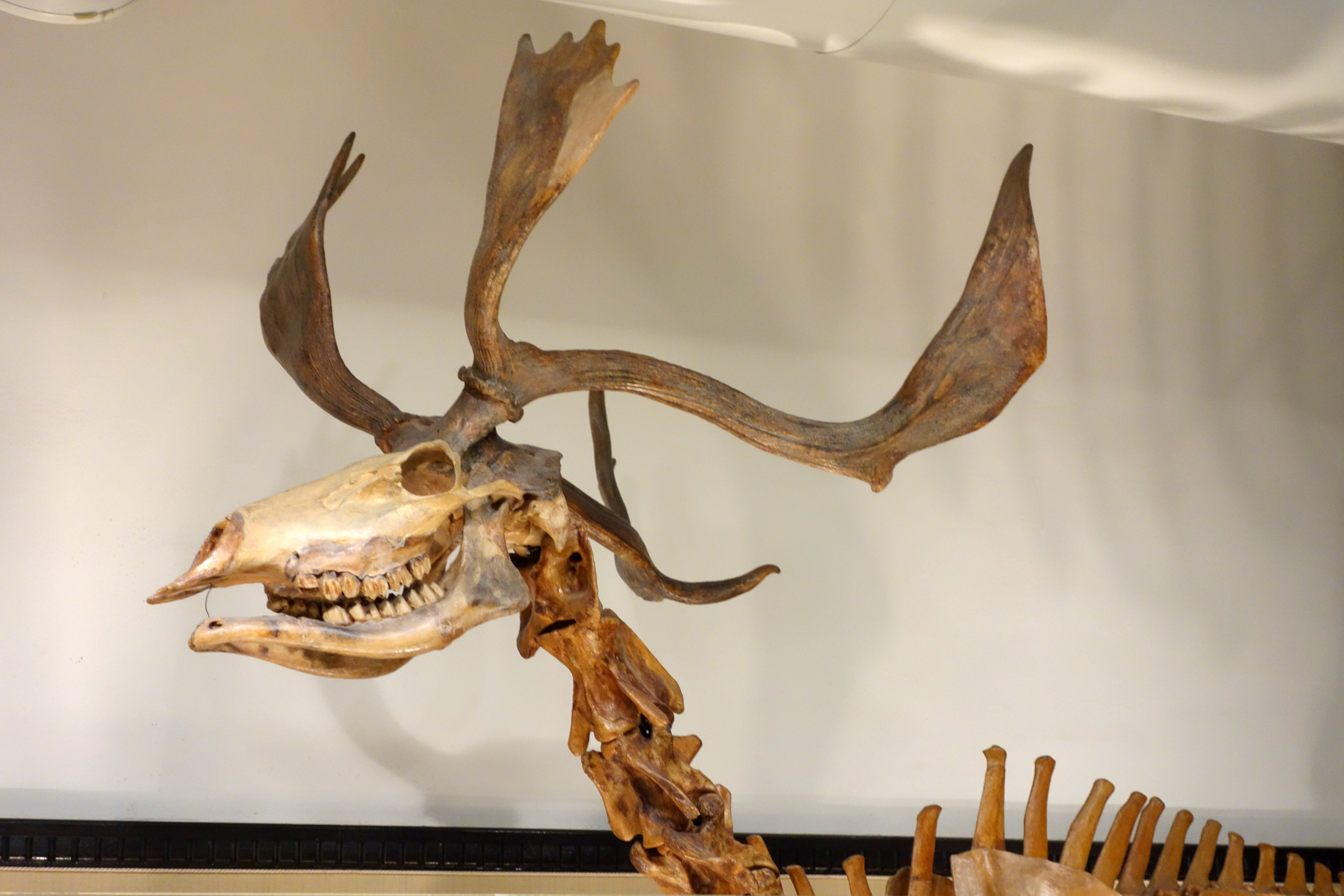
矢部中華大角鹿（S. yabei）的頭部

1932 年中國古生物學家楊鍾健根據來自周口店的化石材料命名了被歸類為鹿屬的腫骨鹿和河套大角鹿。 德國古生物學家威廉·奧托·迪特里希在次年的一篇論文評論中建立中華大角鹿亞屬作為鹿屬的亞屬，並使用腫骨鹿當作模式種 由於該名稱沒有在正式的研究論文中發表，因此在發表後的幾十年裡並未得到廣泛使用，矢部中華大角鹿在1938年被命名。
在接下來的幾十年裡，各研究人員認為牠是大角鹿屬的亞屬，或者是有效的屬。  一些已建立的種可能是異名。
最著名的物種是生存於日本的中更新世至晚更新世的矢部中華大角鹿（學名：S. yabei），與生存於中國的早更新世晚期至晚更新世的腫骨鹿（學名：S. pachyosteus） 。

## 古生態學
腫骨鹿（S. pachyosteus）具有腫厚的下頜，食性可能像馬和水牛一樣會攝食有富含纖維的草。

## 演化
目前發現最古老的物種是發現於中國麗水層下部的公王嶺大角鹿（S. konwanlinensis），出現在110至115萬年前。 腫骨鹿（S. pachyosteus） 約在100萬年前出現。已知最年輕的物種是發現於鄂尔多斯市的河套大角鹿（S. ordosianus），出現在3.5至5萬年前。矢部中華大角鹿（S. yabei）則最早出現在日本的中更新世後半期。 矢部中華大角鹿（S. yabei）和腫骨鹿（S. pachyosteus）可能源自公王嶺大角鹿（S. konwanlinensis）。雖然中華大角鹿被認為在12000年前滅絕，但由於缺乏精準的放射性碳定年法，因此不確定中華大角鹿的準確滅絕時間。 

## 與人類的關係
在日本長野縣野尻湖的野尻湖遺跡群出土了具有37900年至60400年歷史的化石，同時還發現了許多石器和骨器，表明該物種曾被人類獵殺。